# پالایشگاه جام‌نگر
پالایشگاه جام‌نگر، (به انگلیسی: Jamnagar Refinery) بزرگترین پالایشگاه نفت در جهان است، که در شهر جام‌نگر، گجرات، هند قرار دارد.
پالایشگاه جام‌نگر که در ۱۴ ژوئیه ۱۹۹۹ فعالیت خود را آغاز نموده، متعلق به شرکت نفتی ریلاینس است و هم‌اکنون ظرفیت تولید نفت خامی معادل ۶۶۸٫۰۰۰ بشکه در روز را، دارا می‌باشد. ظرفیت پالایش ترکیبی این پالایشگاه برابر ۱٫۲۴ میلیون بشکه (معادل ۱۹۷٫۰۰۰ مترمکعب) در روز برآورد شده‌است.